# النسر الحديدي (فلم)
النسر الحديدي أو إيرون إيجل (بالإنجليزية:Iron Eagle)، هو فيلم أمريكي من نوع القتال، أنتج سنة 1986، وربح لبوكس أوفيس مبلغ 24.159.872 دولار.

## قصة
تتحدث القصة حول بطل الفيلم المراهق "داوج ماسترز "الممثل: جاسون جيدريك"، وهو يركب طائرة مقاتلة تابعة للقوات الجوية الأمريكية، بحثاً عن والده المختطف في دولة عربية افتراضية على ساحل البحر الأبيض المتوسط "لم يذكر اسم البلد حسب رواية الفيلم"، فيقوم البطل بقصف جوي على إحدى طائرات عسكرية وآليات وتدمير مبنى لإنتاج الصواريخ، وتمكن بطل الفيلم من إنقاذ والده وقتل قائد القوات الجوية وهو يركب طائرة ميغ-23 التابعة للدولة المعادية.

## تصوير
تم تصوير الفيلم في إسرائيل، والولايات المتحدة، واختير إسرائيل كونها تعيش أحداث الفيلم في الصحراء.

## وصلات خارجية
- النسر الحديدي على موقع IMDb (الإنجليزية)
- النسر الحديدي على موقع روتن توميتوز (الإنجليزية)
- النسر الحديدي على موقع نتفليكس (الإنجليزية)
- النسر الحديدي على موقع ألو سيني (الفرنسية)
- النسر الحديدي على موقع Turner Classic Movies (الإنجليزية)
- النسر الحديدي على موقع أول موفي (الإنجليزية)
- النسر الحديدي على موقع بوكس أوفيس موجو (الإنجليزية)
- النسر الحديدي على موقع فيلمافينيتي (الإسبانية)
- النسر الحديدي على موقع قاعدة بيانات الأفلام السويدية (السويدية)
- النسر الحديدي على موقع قاعدة بيانات الفيلم (الإنجليزية)
- Iron Eagle على موقع أول موفي.